# Nils Gyldenstolpe (1768–1844)
Nils Gyldenstolpe, född 31 oktober 1768 på Forsby i Österåkers socken, död 28 augusti 1844 i Stockholm var en svensk greve, general, kavaljer hos kronprins Gustav Adolf och hovmarskalk 1798.

## Biografi
Nils Gyldenstolpe var son till Nils Philip Gyldenstolpe. Han blev fänrik vid livregementet till fot 1781 och löjtnant vid Svea livgarde 1786. 1791 blev han kammarherre hos drottning Sofia Magdalena och befordrades 1792 till kapten, 1794 stabskapten och blev kompanichef 1795. 1798 blev han hovmarskalk hos drottningen. Tillsammans med sin hustru tillhörde han de inre hovkretsarna kring Axel von Fersen, 1800 följde han kungen på hans resa till Ryssland och under hans resa i Tyskland 1803–1805. Han blev 1800 överste i armén och kaptenlöjtnant i livdrabantkåren, 1801 major vid Svea livgarde och var 1805–1813 överste och chef för Jämtlands dragonregemente.
Under finska kriget blev han 1808 chef för Norrlands lantvärnsbrigad och förde tidvis befälet över andra brigaden när de ordinarie cheferna Anders Fredrik Skjöldebrand och Georg Carl von Döbeln var frånvarande och sommaren 1809 var han chef för den förstärkning av soldater från Hälsinge och Jämtlands regementen som tillfördes Johan August Sandels fördelning.
Gyldenstolpe blev 1813 generalmajor i armén och brigadgeneral vid norra fördelningen. han fungerade i juni 1816 som brigadgeneral vid 8:e brigaden och blev 1816 tillförordnad och 1817 ordinarie landshövding i Örebro län och ståthållare på Örebro slott. Han avgick som sådan år 1834 efter att ha varit tjänstledig från uppdraget sedan 1831. Han deltog i riksdagen 1823. Gyldenstolpe blev 1813 ledamt av Kungliga Krigsvetenskapsakademien. Han var från 1796 gift med Charlotta Aurora De Geer men skildes från henne 1811.